# Aneta Barcan
Barcan Aneta (n. 23 aprilie 1977) este o jucătoare de handbal din România. De la 1 august 2005, evoluează la clubul Rulmentul Brașov pe postul de pivot (nr. de tricou 7).